# 익사이트 (웹 포털)
익사이트(Excite)는 IAC가 운영하는 미국 웹사이트(과거에는 웹 포털)로, 메타 검색 엔진과 같은 아웃소싱 인터넷 콘텐츠를 제공하며, 메인 페이지에는 아웃소싱 날씨 및 뉴스 콘텐츠가 게재된다. 2024년 기준 익사이트의 모든 운영은 외부 서비스에 의해 관리되고 있다.
미국에서 익사이트의 메인 홈페이지는 원래 개인 시작 페이지와 마이 익사이트(My Excite)라는 웹 포털을 사용했다. 익사이트는 한때 2021년 8월 31일까지 익사이트 메일(Excite Mail)이라는 웹메일 서비스를 운영했다.
익사이트의 초기 회사는 1994년에 설립되어 2년 후 상장되었다. 익사이트는 1990년대 인터넷에서 인기 있는 사이트였으며, 주요 포털 사이트인 익사이트닷컴(Excite.com)은 1997년 방문자 수 6위를 기록했다. 이 회사는 광대역 서비스 제공업체 @Home Network와 합병했지만 2001년에 파산했다. 익사이트의 포털과 서비스는 iWon에 인수되었고, 이후 애스크 지브스(Ask Jeeves)에 인수되었지만, 이후 웹사이트의 인기는 급격히 하락했다.